# Heinrich Wienhaus
Heinrich Wienhaus (* 26. Oktober 1882 in Kierspe; † 5. September 1959 in Tharandt) war ein deutscher Pflanzenchemiker und Hochschullehrer.

## Leben
Nach dem Abitur 1901 am Realgymnasium in Hagen in Westfalen nahm er ein Studium der Naturwissenschaften an der Universität Bonn auf, unter anderem bei Richard Anschütz. Er war Mitglied der Studentenverbindungen Turnerschaft Germania Bonn und Turnerschaft Ghibellinia München.  Nach der chemischen Verbandsprüfung setzte er 1903 sein Studium an der Universität München bei Richard Willstätter fort. 1904 wechselte er an die Universität Göttingen, wo er 1905 mit den Arbeiten zu seiner Dissertation „Zur Kenntnis des Fenchons und Camphers“ unter Betreuung von Otto Wallach begann. Am 15. Mai 1907 wurde er an der Göttinger Universität zum Dr. phil. promoviert. Am 1. Oktober 1909 wurde er Privatassistent bei Otto Wallach. Am 25. Juli 1914 erfolgte die Habilitation mit der Arbeit „Entscheidung von Konstitutionsfragen und Darstellung neuer Verbindungen mit Hilfe der Palladium-Hydrierung“. Nach einem Probevortrag über „Die Chemie der Sprengstoffe“ erhielt er die Lehrberechtigung an der Göttinger philosophischen Fakultät.
Nachdem er bereits zu Beginn des Jahrhunderts eine militärische Ausbildung in einem Feldartillerie-Regiment der Bayerischen Armee in München und Landsberg am Lech erhalten hatte, diente er während des Ersten Weltkriegs von 1914 bis 1918 als Offizier in der 2. Infanterie-Division. Ab 1918 nahm er zunächst unter Otto Wallach, später unter Adolf Windaus seine Lehr- und Forschungstätigkeit an der Universität Göttingen wieder auf, wo er am 25. Januar 1925 zum a.o. Professor ernannt wurde. Danach ging er als Leiter des wissenschaftlichen Laboratoriums der Firma Schimmel & Co. nach Miltitz bei Leipzig. Am 28. März 1928 erfolgte die Ernennung zum nichtplanmäßigen und am 1. Oktober 1930 zum planmäßigen a.o. Professor für organische Chemie und Vorstand der organischen Abteilung an der Universität Leipzig.
Im November 1933 unterzeichnete er das Bekenntnis der deutschen Professoren zu Adolf Hitler. Am 1. April 1935 wurde er zum ordentlichen Professor und Direktor des Institutes für Pflanzenchemie und Holzforschung der TH Dresden in Tharandt berufen. Bereits am 13. Mai 1945 – also kurz nach Kriegsende – verhandelte er mit der Besatzungsmacht und erreichte die Sicherung des Bestandes der Fakultät für Forstwirtschaft in Tharandt. 1954 erfolgte der Übergang in den Ruhestand, wobei er bis 1956 trotz seines sich verschlechternden Gesundheitszustandes Vorlesungen hielt. Sein Nachfolger war Professor R. Mayer.
Heinrich Wienhaus, seit 1927 verheiratet mit der Gutsbesitzerstochter Adelheid von Oertzen-Briggow, ist der Vater des Forstingenieurs und Chemikers Otto Wienhaus, der ebenfalls Hochschullehrer in Tharandt war. Dietrich von Oertzen war sein Schwager.

## Leistungen

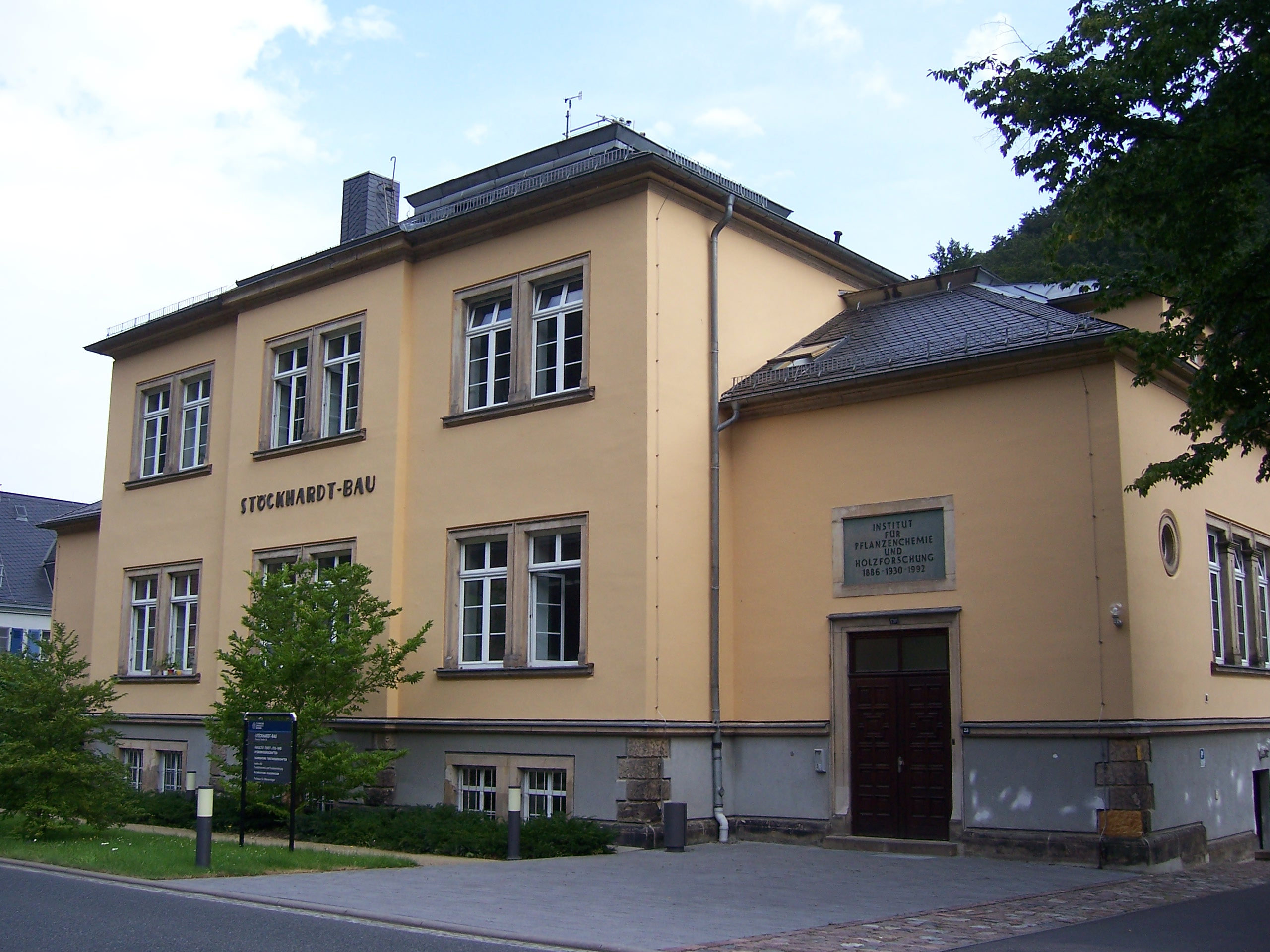
Laborgebäude für Holzchemie, Zustand ca. 2004

Grundlegende Arbeiten auf den Gebieten pflanzlicher Riechstoffe, der ätherischen Öle, der Isolierung und Strukturaufklärung von Naturstoffen; anwendungstechnische Arbeiten auf den Gebieten der Papierleime (Verstärkung der Harzleime durch Reaktion des Kolophoniums mit Maleinsäure), des Holzschutzes sowie der Chemie des Lignins und des Montanwachses. Auf dem Gebiet der Terpenchemie sind die Arbeiten zur katalytischen Hydrierung von Monoterpenen – z. B. des Santonins – mit Palladiumkatalysatoren und der Veresterung tertiärer Alkohole mit Chromsäure besonders hervorzuheben.
In der universitären Lehre hielt er Vorlesungen und Übungen in der Naturstoffchemie für Chemiker, in der Grundlagen- und speziellen Chemie für Medizin- und Forststudenten.
Neben seinen Leistungen an den Universitäten Göttingen und Leipzig ist besonders sein Einsatz für den Erhalt und den Ausbau der Fakultät für Forstwirtschaft der TH Dresden nach dem Zweiten Weltkrieg hervorzuheben.

## Werke (Auswahl)
- Zur Kenntnis des Fenchons und Camphers. A. Lax, Hildesheim 1907, Dissertation Universität Göttingen 1. Juli 1907 OCLC 246746473

Buchbeiträge
- Handwörterbuch der Naturwissenschaften, G. Fischer Verlag Jena 1912, Kapitel: „Chinone“ 2. Band, S. 614–630, „Cyanverbindungen“ 2. Band, S. 798–819, „Nitrosoverbindungen“ 7. Band, S. 168–179, „Nitroverbindungen“, 7. Band, S. 179–193, sowie 2. Auflage 1932 mit den gleichen Kapiteln.
- Neudammer Forstliches Lehrbuch, Verlag: J. Neumann –Neudamm, Radebeul, 1942, 10. Auflage, 1. Band, Kapitel: „Holzschutz“, S. 768–772, „Holzvergütung“, S. 773–775, „Holzzerfaserung“, S. 776–778, „Holzaufschluß und Zellstoff-Verwendung“, S. 778–789, „Holzverzuckerung“, S. 789–791, „Holzdestillation“, S. 791–796, „Holzvergasung“, S. 796–798, sowie 11. Auflage 1955 mit den gleichen Kapiteln.
- Berichte der Schimmel & Co in Miltitz/Leipzig über ätherische Öle und Riechstoffe etc., Jubiläumsausgabe 1929: Artikel: „Rückblick auf die wissenschaftlich wichtigen Ergebnisse aus den chemischen Laboratorien von Schimmel & Co“ (S. 35–120), gemeinsam mit H. Leonhardi: „Darstellung und Eigenschaften einiger neuer Furanverbindungen“, (S. 223–232); gemeinsam mit H. Nahme: „Über die Bestandteile des Latschenkiefernöls“, (S. 233–265); gemeinsam mit H. Scholz: „Neue kristallisierte Verbindungen aus ätherischen Ölen“ (S. 267–282); gemeinsam mit K. Todenhöfer: „Untersuchungen über Umbellulon und Umbellularia-Öl“, (S. 283–295).

Zeitschriftenartikel
- „Ester der Chromsäure I“, Ber. d. Deutschen Chem. Ges. 47, (1914), 2, 322–331; gemeinsam mit W. Treibs: „Ester der Chromsäure II“, Ber. d. Deutsche Chem. Ges. 56, (1923), 7, 1648–1653.
- „Flüchtige Stoffe aus Nadelhölzern“, Holz als Roh- und Werkstoff 2, (1939), 12, S. –420.
- Gemeinsam mit W. Sandermann: „Zur Chemie der Harze, II. Mitteilung: Anlagerungsfähigkeit der Kiefernharzsäuren“ Ber. d. Deutschen Chem. Ges. 69, (1936), 9, 2202–2206.
- Gemeinsam mit H.-G. Däßler „Über Menthofuran und seine Autoxydation“, Chem. Ber. 91, (1958), 2, 260–266.